# Gensac-de-Boulogne
 Gensac-de-Boulogne  es una población y comuna francesa, en la región de Mediodía-Pirineos, departamento de Alto Garona, en el distrito de Saint-Gaudens y cantón de Boulogne-sur-Gesse.

## Demografía
| 196 | 172 | 147 | 122 | 117 | 141 |
| Para los censos de 1962 a 1999 la población legal corresponde a la población sin duplicidades (Fuente: INSEE [Consultar]) |     |     |     |     |     |